# Leo Durocher
Leo Ernest Durocher (* 27. Juli 1905 in West Springfield, Massachusetts; † 7. Oktober 1991 in Palm Springs, Kalifornien) war ein US-amerikanischer Baseballspieler und -manager in der Major League Baseball (MLB). Sein Spitzname war The Lip.

## Biografie
Nach einem kurzen Gastspiel in der Saison 1925 verbrachte Durocher seine erste komplette Saison 1928 wiederum bei den New York Yankees und gewann mit ihnen sogleich die World Series. Ein Jahr darauf wurde er dann Stammspieler als Shortstop. Schwierigkeiten unter anderem mit Babe Ruth führten dazu, dass Durocher vor der Saison 1930 entlassen wurde. Daraufhin wechselte er zu den Cincinnati Reds in die National League. Dort spielte er drei Jahre und verließ das Team in der Spielzeit 1933 in Richtung St. Louis Cardinals.
Mit den Cardinals feierte er seinen zweiten Titelgewinn 1934, in dem als Gashouse Gang berühmten Team war er auch der Kapitän. Seine Karriere als Spieler beendete er dann bei den Brooklyn Dodgers. In seiner Spielerlaufbahn galt Durocher auf seinen Positionen des Shortstops und des Second Basemans als exzellenter Feldspieler, aber als nur mittelmäßiger Schlagmann.
Bereits in der Saison 1939 übernahm er bei den Dodgers auch das Amt des Managers, in dessen Position sich Durochers Berühmtheit manifestieren sollte. 1941 gewannen die Dodgers die National League, 1940, 1942 und 1946 belegten sie den zweiten Platz. Allerdings eckte Durocher durch seine Bekanntschaften mit Spielern, Buchmachern und anderen dubiosen Persönlichkeiten immer wieder an. Wegen dieser Kontakte mit der Spielerszene wurde er von Commissioner Albert „Happy“ Chandler für das Jahr 1947 gesperrt.
Vor seiner Sperre trug Durocher aber noch wesentlich dazu bei, die Rassenschranken im Baseball zu lockern. Als Spieler sich weigern wollten, mit Jackie Robinson in einem Team zu spielen, sagte Durocher: „I don't care if the guy is yellow or black, or if he has stripes like a fucking zebra. I'm the manager of the team and I say he plays.“ („Es kümmert mich nicht, ob der Kerl gelb oder schwarz ist oder ob er Streifen hat wie ein verdammtes Zebra. Ich bin der Team-Manager und ich sage, er spielt.“)
1948 kehrte er wieder als Manager zurück, wurde aber nach Schwierigkeiten mit General Manager Branch Rickey mitten in der Saison gefeuert. Er wechselte darauf zum Lokalrivalen der Dodgers, den New York Giants. 1951 gewann er mit den Giants den Titel in der National League in einem Play-off gegen die Dodgers. Seinen einzigen World-Series-Titel als Manager konnte er auch bei diesem Team feiern. Die hochfavorisierten Cleveland Indians unterlagen den Giants 1954.
Nach der Saison 1955 arbeitete Durocher als TV-Kommentator, kehrte aber 1966 auf den Managerposten bei den Chicago Cubs zurück. Zuvor hatte er bei den Los Angeles Dodgers von 1961 bis 1964 als Coach gearbeitet. Bei den Cubs arbeitete er bis 1972, wechselte während dieser Saison noch zu den Houston Astros, die er noch bis 1973 betreuen sollte.
Durocher beendete seine Karriere als einer der Manager mit den meisten Spielen, Siegen und Niederlagen. Er war der erste Manager, der mit drei verschiedenen Klubs jeweils 500 Siege erringen konnte. Auch eine Autobiografie mit dem Titel Nice Guys Finish Last veröffentlichte er.
Zwischen 1947 und 1960 war er mit der Schauspielerin Laraine Day verheiratet und hatte zwei Kinder mit ihr. Im Oktober 1991 verstarb Leo Durocher in Palm Springs. 1994 wurde er in die Baseball Hall of Fame gewählt.